# Альтерио, Эктор
Э́ктор Бенхами́н Альте́рио Онора́то (исп. Héctor Benjamín Alterio Onorato; род. 21 сентября 1929, Буэнос-Айрес) — аргентинский актёр театра, кино и телевидения. Снялся почти в 200 фильмах. Наиболее известен по главным мужским ролям в картинах «Официальная версия» (1985 год, «Оскар» и «Золотой глобус» лучшему фильму на иностранном языке) и «Сын невесты» (2001 год, номинация на премию «Оскар» и ещё 20 престижных наград).

## Биография
Эктор Бенхамин Альтерио Онорато родился 21 сентября 1929 года в Буэнос-Айресе (Аргентина) в семье итальянского происхождения. Дебютировал на сцене в 19 лет. После окончания театрального училища в 1950 году организовал собственную труппу Nuevo Teatro (Новый Театр), которая просуществовала до 1968 года и оказала значительное влияние на развитие аргентинского театра в 1960-х годах.
С 1965 года активно снимается в кино. В качестве актёра принимал участие в создании таких важных для национального кинематографа фильмов 1970-х годов, как «Мятежная Патагония» (исп. La Patagonia rebelde, 1974 год, «Серебряный медведь» за лучшую мужскую роль), «Перемирие» (1974 год, номинация на премию «Оскар» за лучший фильм на иностранном языке). Во время начала так называемой «грязной войны» — этапа политических репрессий в Аргентине, находился на съёмках в Испании. Получив прямые угрозы от «AAA» (Аргентинского антикоммунистического альянса), предпочёл остаться в эмиграции. Много работал в испанском кино, получил премию «Серебряная раковина» кинофестиваля в Сан-Себастьяне за роль в фильме «Во имя неизвестного бога» (исп. A un dios desconocido, 1977 год).
После восстановления демократии в Аргентине работал как на родине, так и в Испании. Снялся почти в 200 фильмах (с учётом телевизионных). Картины с его участием 5 раз были номинированы на «Оскар», как лучшие фильмы на иностранном языке (4 от Аргентины и 1 от Испании).
Лауреат премий «Гойя» (2004 год) и «Серебряный Кондор» (2008 год) за вклад в кинематограф на протяжении карьеры.

## Личная жизнь
Супруга Тита Бакеикоа — психоаналитик. Пара имеет взрослых детей: Эрнесто Альтерио (актёр, род. 1970) и Малену Альтерио (актриса, род. 1974).
Альтерио — атеист.

## Избранная фильмография и награды
| Год  |   | Русское название         | Оригинальное название               | Роль |
| ---- | - | ------------------------ | ----------------------------------- | --- |
| 1972 | ф | Мафия                    | La maffia                           | Паолатти / «Серебряный кондор» за лучшую роль второго плана                                                          |
| 1974 | ф | Перемирие                | La tregua                           | Мартин Сантоме́ / номинация фильма на премию «Оскар»                                                                  |
| 1976 | ф | Выкорми ворона           | Cría Cuervos                        | Ансельмо |
| 1977 | ф | Во имя неизвестного бога | A un dios desconocido               | Хосе / «Серебряная раковина лучшему актёру» на кинофестивале в Сан-Себастьяне                                        |
| 1980 | ф | Гнездо                   | El Nido                             | Дон Алеандр / номинация фильма на премию «Оскар»                                                                     |
| 1984 | ф | Камила                   | Camila                              | Адольфо О’Горман / номинация фильма на премию «Оскар»                                                                |
| 1985 | ф | Официальная версия       | La historia oficial                 | Роберто / Премия «Оскар» за лучший фильм на иностранном языке                                                        |
| 1994 | ф | Жестокое танго           | Tango feroz: la leyenda de Tanguito | Лобо / номинация на «Серебряный кондор» за лучшую роль второго плана                                                 |
| 1997 | ф | Смерть в раю             | Cenizas del Paraíso                 | судья Коста Макантасис / номинация на «Серебряный кондор» за лучшую мужскую роль                                     |
| 1999 | ф | Стёртые следы            | Las huellas borradas                | Дон Хосе / номинация на «Серебряный кондор» за лучшую роль второго плана                                             |
| 2001 | ф | Сын невесты              | El hijo de la novia                 | Нино Бильведере / номинация фильма на премию «Оскар» / номинация на «Серебряный кондор» за лучшую роль второго плана |
| 2002 | ф | Последний поезд          | El último tren                      | профессор / номинация на «Серебряный кондор» за лучшую мужскую роль                                                  |
| 2002 | ф | Камчатка                 | Kamchatka                           | дедушка |